# Ayako Katō
Ayako Katō (jap. 加藤 綾子 Katō Ayako; ur. 23 kwietnia 1985 w prefekturze Saitama) – japońska niezależna prezenterka i aktorka, przez fanów nazywana Kato-pan (カトパン).

## Życiorys
Ukończyła Uniwersytet Muzyczny Kunitachi ze specjalizacją w edukacji muzycznej, otrzymując licencjat do nauczania muzyki w szkołach średnich i gimnazjach. Dołączyła do Fuji TV w 2008 roku, pojawiając się w różnych programach, takich jak „Mezamashi TV” i „Bokura no Ongaku”. Zadebiutowała także jako aktorka w dramach. Od 2016 roku jest niezależną prezenterką. 27 października 2016 roku otrzymała nagrodę specjalną podczas nagród przyznawanych gwiazdom na Międzynarodowych Targach Biżuterii.
6 czerwca 2021 roku poślubiła mężczyznę niezwiązanego z przemysłem rozrywkowym. 29 grudnia 2023 roku urodziła córkę, która jest jej pierwszym dzieckiem.

## Filmografia

### Dramy
| Rok  | Tytuł                                                                           | Rola                        | Stacja telewizyjna | Uwagi                             | Przy.  |
| ---- | ------------------------------------------------------------------------------- | --------------------------- | ------------------ | --------------------------------- | ------ |
| 2013 | Dokushin Kizoku (独身貴族)                                                      | Kelnerka                    | Fuji TV            | Cameo, odc. 3                     | [ 7 ]  |
| 2014 | Hero 2 (ヒーロー 第2期)                                                         | Klientka w lokalu St.George | Fuji TV            | Cameo, we własnej osobie, odc. 10 | [ 8 ]  |
| 2017 | Yo nimo Kimyo na Monogatari: 2017 Fall Special (世にも奇妙な物語'17 秋の特別編) |                             | Fuji TV            | Jednoodcinkowa drama              | [ 9 ]  |
| 2018 | Half Blue (半分、青い。)                                                        | Prezenterka (w 4 tygodniu)  | NHK                | Asadora                           | [ 10 ] |
| 2018 | Black Forceps (ブラックペアン)                                                  | Kaori Kinoshita             | TBS                |                                   | [ 11 ] |

### Filmy
| Rok  | Tytuł                            | Rola                   | Uwagi | Przy.  |
| ---- | -------------------------------- | ---------------------- | ----- | ------ |
| 2015 | April Fools (エイプリルフールズ) | Prezenterka wiadomości |       | [ 12 ] |